# Marcel Le Borgne (football)
Pour l’article ayant un titre homophone, voir Marcel Leborgne.
Pour les articles homonymes, voir Le Borgne.
Marcel Le Borgne est un footballeur français né le 9 septembre 1939 à Carhaix (Finistère) et mort le 6 décembre 2007 à Vienne (Isère) à l'âge de 68 ans. Il évoluait au poste de demi-défensif.

## Biographie
Il est vainqueur de la Coupe de France avec Lyon en 1964 et 1967, après y avoir été finaliste en 1963.
Il dispute le tout premier match de Coupe d'Europe de l'OL face à l'Inter Milan au 1er tour de la Coupe des villes de foires, lors de la saison 1958/59.
Il atteint avec l'OL la demi-finale de la Coupe des Coupes en 1964, le club ne s'inclinant qu'après un match d'appui face au Sporting Clube de Portugal.
Après sa carrière de joueur il devient entraîneur de l'OL pendant quelques mois, de mars 1988 à juin 1988. Le club évolue alors en deuxième division. Il succède à Denis Papas, avant que Raymond Domenech ne prenne la relève. Marcel Le Borgne est le troisième entraîneur de l'ère Aulas. Avec l'OL il manque de peu l'accession en D1 (l'OL s'incline lors des matchs de barrages face au SM Caen).
Il meurt le 6 décembre 2007 à l'âge de 68 ans. En février 2008, quelques mois après sa mort, toute sa famille et ses amis sont là pour lui rendre hommage une dernière fois en inaugurant un square à son nom.

## Carrière de joueur
- 1955-1956 :  RCFC Besançon
- 1956-1960 :  Olympique lyonnais
- 1960-1961 :  RCFC Besançon
- 1961-1969 :  Olympique lyonnais
- 1969-1970 :  Thiers[3]

## Palmarès
- Vainqueur de la Coupe de France en 1964[4] et 1967[5] avec l'Olympique lyonnais
- Finaliste de la Coupe de France en 1963 avec l'Olympique lyonnais

## Statistiques
- 263 matchs et 7 buts en Division 1
- 9 matchs en Division 2
- 12 matchs et 1 but en Coupe des Vainqueurs de Coupes
- 5 matchs en Coupe des villes de foires